# Sprengelburg
Die Sprengelburg (oder Springeburg) ist die Ruine einer Höhenburg im Landkreis Kusel in Rheinland-Pfalz. Sie liegt zwischen den Gemeinden Eßweiler und Oberweiler im Tal an der L 372. Seit 1983 ist die Ruine als Baudenkmal ausgewiesen.

## Lage
Die Sprengelburg liegt auf einem Ausläufer des Königsberges zwischen Eßweiler und Oberweiler im Tal direkt an der heutigen Landesstraße 372. Die Gemarkungsgrenze der beiden Gemeinden verläuft durch das Burggelände.

## Geschichte

### Im Mittelalter
Nach den vorhandenen Bauresten zu urteilen, dürfte die Sprengelburg im 13. Jahrhundert entstanden sein. Die Burg wurde an der engsten Stelle des Talbachtals errichtet und kontrollierte die Straße, die damals unterhalb der Burg im Talgrund verlief.
Als Burgherren bekannt waren die Ritter Mülenstein, Lehensmänner der Rheingrafen in Grumbach. Ob sie auch die Erbauer waren, ist ungewiss. Das Geschlecht der Mülensteiner ist von 1317 bis 1451 bezeugt. Die Ritter Mülenstein betätigten sich als Raubritter und fügten den Kaufleuten, die die Straße benutzten, schwere Schäden zu. Folgerichtig wurde die Burg von Straßburger Kaufleuten als Vergeltungsmaßnahme für die Raubzüge auch zerstört. Das genaue Datum der Zerstörung ist nicht bekannt. Der Lichtenberger Landschreiber und Geometer Johannes Hoffmann schrieb in seiner "Beschreibung des Essweiler Thals 1595" jedoch, dass das Burggelände nach der Zerstörung mehrmals von den ansässigen Bauern gerodet und eingesät wurde, die Ernten jedoch immer wegen nasser und kalter Sommer ausgefallen seien. Als nach einer dritten Rodung "mitten am Tag im Sommer eine große Finsternis gekommen" sei und auch diese Ernte ausfiel, hätten sie schließlich aufgegeben und das Burgareal sei in den folgenden Jahren zugewachsen. Diese Finsternis nach der dritten Rodung könnte die Sonnenfinsternis von 1441 gewesen sein.

### Neuzeit

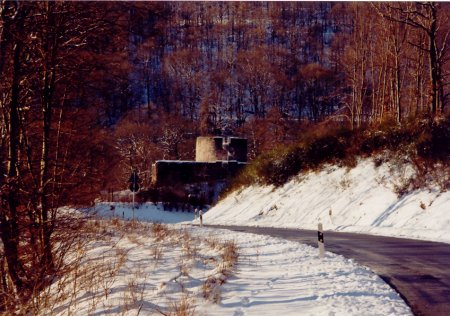
Die Sprengelburg

Nach den vergeblichen Nutzungsversuchen ist das Burggelände vollständig zugewuchert. Bis in die 1970er Jahre waren keinerlei Baureste mehr zu finden, die Burg schlummerte unter einem Hügel, der mit Bäumen bewachsen war. Nur der Name "am alten Schloss" und die Reste des Halsgrabens, der jedoch zum Teil durch die L372 überbaut war, erinnerte noch an das, was darunter verborgen war.

Ab 1976 wurden durch Studenten der Universität Maryland unter der Leitung von Professor Higel Ausgrabungen am Gelände durchgeführt. Dabei wurden die Reste der Außenmauern, ein Rechteck von 20 auf 15 m, und eines Rundturmes von 8 m Durchmesser freigelegt. Im Sommer 1978 wurde auch das Skelett einer Frau im Burginnern entdeckt.

Nachdem die Ausgrabungen abgeschlossen waren, wurden, initiiert durch das Amt für Denkmalpflege in Speyer, Rekonstruierungsmassnahmen durchgeführt. Die Außenmauern und der Turm wurden wieder aufgemauert, als Eingang wurde ein rundbogiges Tor auf der Rückseite der Anlage in die Außenmauer eingefügt. Dazu wurden zum Teil während der Ausgrabung gefundene Steine verwendet. Auch der neuzeitliche Aufgang zum etwa 8,5 m hohen Turm, eine eiserne Wendeltreppe, wurde damals angefügt. Diese führt auf eine Aussichtsplattform, von der jedoch der Ausblick durch den umliegenden Wald recht eingeschränkt ist.

## Geschichten um die Burg

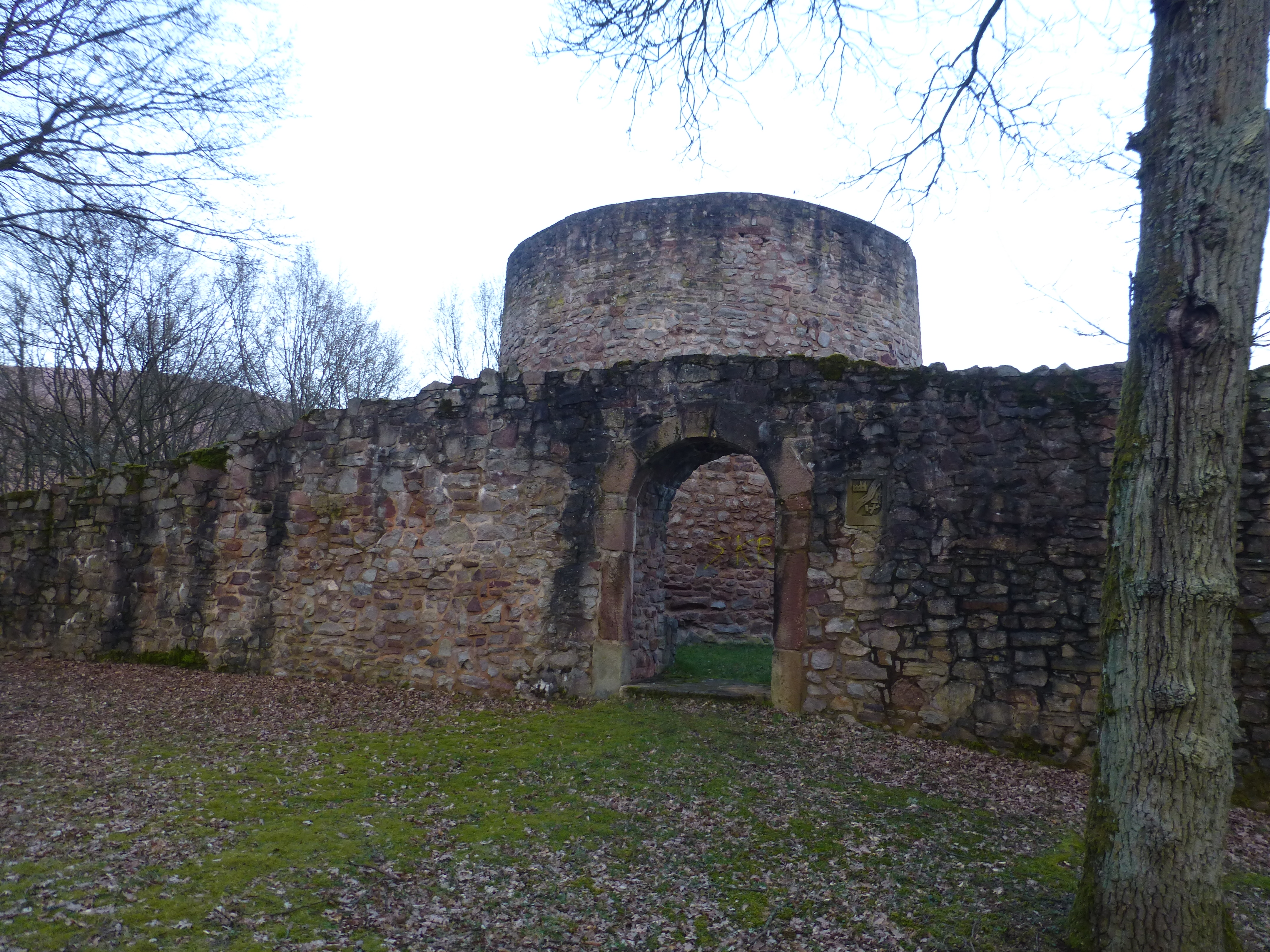
Rückansicht mit Eingangstor zur Sprengelburg

Folgende Geschichten kursieren um die Burgruine:

### Die Zerstörung der Burg
Johannes Hofmann schreibt in seiner "Beschreibung des Eßweiler Thals 1595" zur Zerstörung der Burg Folgendes:

Die Ritter von Mülestein, zwei Brüder, befanden sich einst auf einer Hochzeit in Eßweiler. Die Straßburger Kaufleute nutzten dies aus, verkleideten sich und wurden fälschlicherweise von der zurückgebliebenen Burgbesatzung für die Mülensteiner gehalten und eingelassen. Sie eroberten die Burg, plünderten und zerstörten sie. Vom Lärm angelockt, kehrten die wahren Burgherren zurück, sahen, dass sie nichts mehr tun konnten, und flohen. Vor Hinzweiler wurden sie von den Straßburgern eingeholt. Einer der Brüder wurde erstochen. An dieser Stelle wurde später ein Kreuz errichtet, der Flurname "An den Kreuzäckern" kündet davon. Der andere Mülensteiner konnte nach Grumbach entkommen.

### Das bucklige Männchen
War man abends oder in der Nacht auf der Straße zwischen Oberweiler im Tal und Eßweiler unterwegs, konnte es einem passieren, dass man mit einem Male eine schwere Last auf dem Rücken spürte, die einen schier zu Boden drücken wollte. Der Weg bergauf wurde immer beschwerlicher. Hatte man jedoch das "alte Schloss" passiert war das Gewicht mit einem Male verschwunden. Was ging da vor sich? Die Erklärung ist simpel: Das bucklige Männchen, das in der alten Burgruine lebt, hatte sich vom Wanderer nach Hause tragen lassen.

### Die weiße Frau
Eine andere Erscheinung ist eine Weiße Frau, die den Passanten vom Turm der Burg erscheinen soll und sie durch Winken und Rufen verleiten will, ihr zu folgen.

### Stollen nach Wolfstein
Angeblich soll es von der Sprengelburg einen Gang geben, der unter dem Königsberg hindurch bis nach Wolfstein führt. Er wurde bislang noch nicht gefunden. Allerdings wurde im Königsberg bis in die 1950er Jahre rege nach Quecksilber und Schwerspat gegraben, so dass es dort viele Stollen gibt.